# Alberto V de Mecklemburgo
Alberto V (1397 - 1 junio /6 de diciembre de 1423) fue duque de Mecklemburgo desde 1412 hasta su muerte.
Alberto V era el hijo de Alberto III, duque de Mecklemburgo, e Inés (II) de Brunswick-Luneburgo, hija del duque Magnus II de Brunswick-Luneburgo.  Alberto III murió en 1412 y, de acuerdo con un acuerdo con Juan IV, Inés actuó como tutor y regente por Alberto V. En 1415 o 1416 comenzó a gobernar en solitario. Después de que Juan IV muriese en 1422, Alberto V y la viuda de Juan IV actuó como gobernantes conjuntos por sus hijos menores Enrique IV y Juan V.
El 13 de febrero de 1419, Alberto V y Juan IV junto con el consejo de la ciudad hanseática de Rostock fundaron la Universidad de Rostock como la primera universidad en el norte de Alemania y en toda la región báltica.
Desde 1413 Alberto se había comprometido con Cecilia, la segunda hija del burgrave Federico de Núremberg, más adelante Elector de Brandeburgo. Sin embargo, Alberto y Cecilia no se casaron. En lugar de eso, Alberto se casó con la hermana de Cecilia Margarita en 1423. Federico dio a Alberto los distritos de Dömitz y Gorlosen como su dote. Sin embargo, Alberto murió poco después de que él y Margarita se casaron.